# 庫赫莫伊寧
庫赫莫伊寧（芬蘭語：Kuhmoinen）是芬蘭皮尔坎马区的市鎮，位於該國南部派延奈湖西岸。始建於1922年，市镇面積为937平方公里，2023年人口数量为2,099人，人口密度為每平方公里3.18人。
伊索湖國家公園位于此市镇内。

## 历史
庫赫莫伊寧原属中芬兰区，2021年1月1日起加入皮尔坎马区。

## 外部連結
- 官方网站  （文）